# Реабілітаційний центр «Миргород» МВС України
Реабілітаційний центр «Миргород» МВС України — санаторій Міністерства внутрішніх справ України, розташований у місті Миргород Полтавської області.
В  МРЦ «Миргород» функціонує 28  лікувально-діагностичних кабінетів, застосовується 52  лікувально-діагностичні методики.

## Лікування
Санаторій «Миргород» призначений для лікування, в основному, гастроентерологічних захворювань:
- хронічного гастриту зі збереженою та зниженою секреторною функцією шлунка
- хронічних колітів та ентероколітів
- хронічних хвороб печінки й жовчних шляхів
- дискінезії жовчного міхура і жовчних шляхів
- захворювань кишечника з розладом моторно-евакуаторної функції

У санаторії є кабінети:
- функціональної діагностики
- внутрішлункової рН-метрії
- рефлексодіагностики
- електрокардіографії
- гастроскопії й ректороманоскопії
- ультразвукових досліджень (УЗД)

## Адреса
37602, вул. Українська, 58А, Миргород, Полтавська область.